# القبة (صنعاء القديمة)

تعديل مصدري - تعديل

حارة القبة هي إحدى حارات حي صنعاء القديمة بمديرية صنعاء القديمة إحدى مديريات العاصمة اليمنية صنعاء، بلغ تعداد سكانها 715 نسمة حسب تعداد اليمن لعام 2004.